# Cheiridopsis rudis
Cheiridopsis rudis är en isörtsväxtart som beskrevs av L. Bol. Cheiridopsis rudis ingår i släktet Cheiridopsis och familjen isörtsväxter. Inga underarter finns listade i Catalogue of Life.